# Teaterbalkong

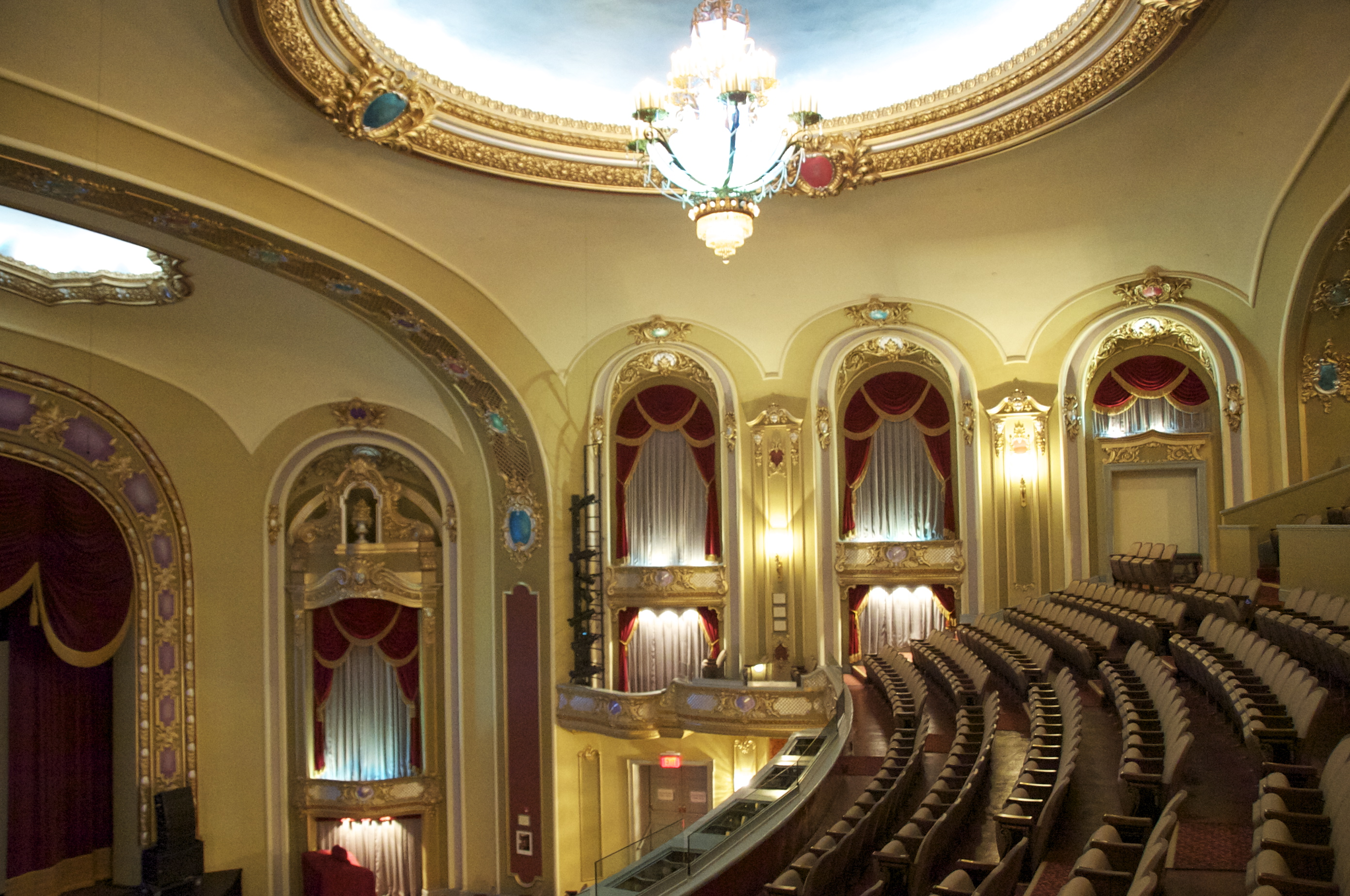
Teaterbalkonger i Missouri Theatre.

En teaterbalkong eller balkongloge är ett avskilt, ofta exklusivt, publikutrymme i en teatersalong. Kungliga teatrar har ibland en kunglig loge.